# Cárdenas (Cuba)
Cárdenas is een gemeente in de Cubaanse provincie Matanzas. De gemeente heeft een oppervlakte van 550 km² en telt 150.000 inwoners (2015).

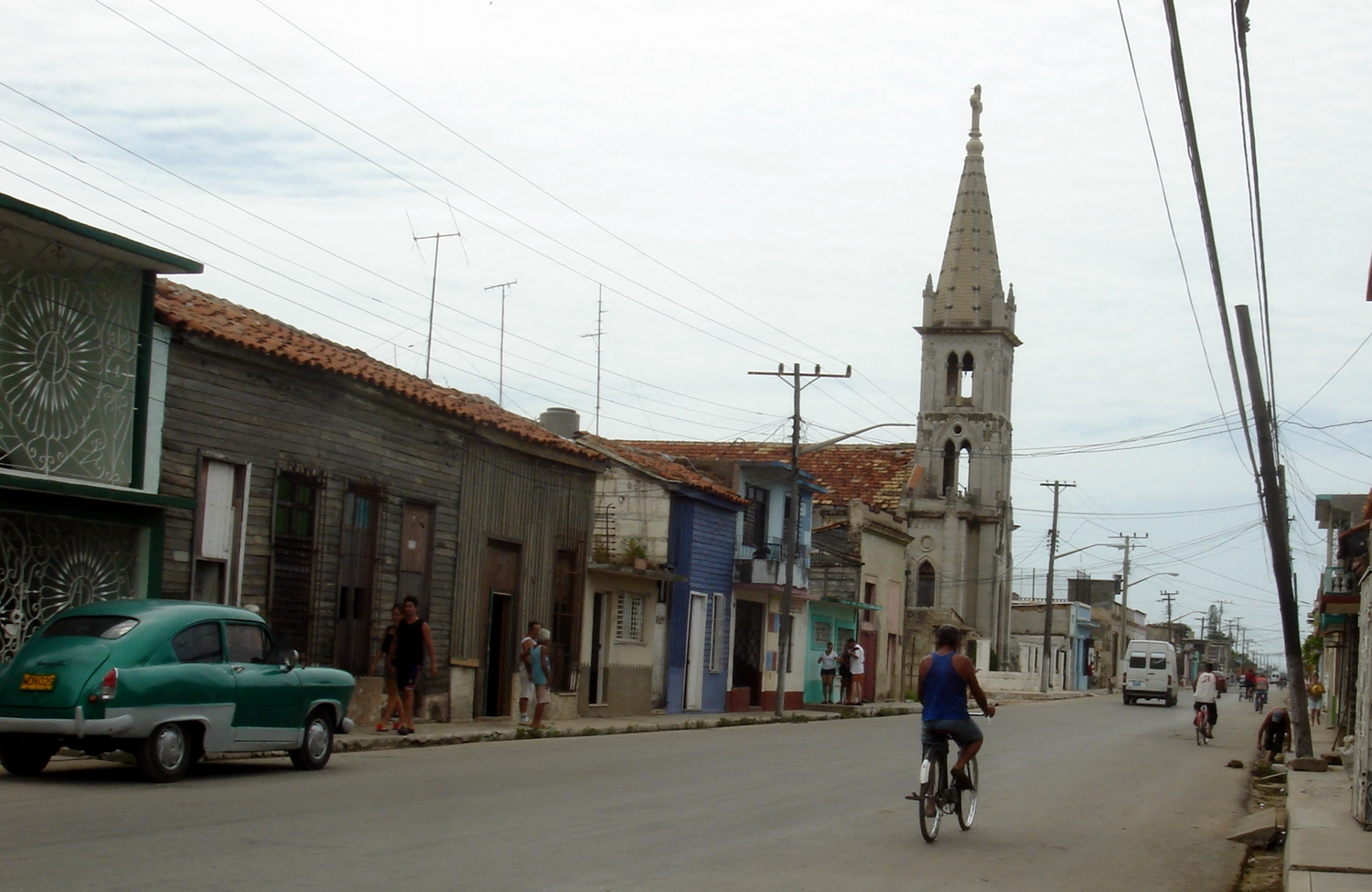
Straat in Cárdenas